# Liste der Pfarren im Dekanat Rust
Das Dekanat Rust war ein Dekanat der römisch-katholischen Diözese Eisenstadt.

## Pfarren mit Kirchengebäuden
| Pfarre                         | Seelsorgeraum        | Patrozinium                          | Kirchengebäude                            | Bild |
| ------------------------------ | -------------------- | ------------------------------------ | ----------------------------------------- | ---- |
| Antau                          | Wulkatal             | Hl. Andreas                          | Pfarrkirche Antau                         |      |
| Breitenbrunn am Neusiedler See | Hildegard von Bingen | Hl. Kunigunde                        | Pfarrkirche Breitenbrunn                  |      |
| Donnerskirchen                 | Hildegard von Bingen | Hl. Martin                           | Pfarrkirche Donnerskirchen                |      |
| Klingenbach                    | Wulkatal             | Hl. Jakobus der Ältere               | Pfarrkirche Klingenbach                   |      |
| Mörbisch am See                |                      | Kreuzerhöhung                        | Pfarrkirche Mörbisch am See               |      |
| Oggau am Neusiedler See        |                      | Hll. Dreifaltigkeit, Simon und Judas | Pfarrkirche Oggau                         |      |
| Oslip                          | Wulkatal             | Mariä Himmelfahrt                    | Pfarrkirche Oslip                         |      |
| Purbach am Neusiedler See      | Hildegard von Bingen | Hl. Nikolaus                         | Pfarrkirche Purbach am Neusiedler See     |      |
| Rust am See                    |                      | Hl. Dreifaltigkeit                   | Pfarrkirche Rust am See                   |      |
| Schützen am Gebirge            | Hildegard von Bingen | Hl. Maria Magdalena                  | Pfarrkirche Schützen am Gebirge           |      |
| Siegendorf                     | Wulkatal             | Allerheiligen                        | Pfarrkirche Siegendorf                    |      |
| St. Margarethen                |                      | Hl. Johannes der Täufer              | Pfarrkirche St. Margarethen im Burgenland |      |
| Trausdorf an der Wulka         | Wulkatal             | Hl. Laurentius                       | Pfarrkirche Trausdorf an der Wulka        |      |
| Wulkaprodersdorf               | Wulkatal             | Kreuzerhöhung                        | Pfarrkirche Wulkaprodersdorf              |      |
| Zagersdorf                     | Wulkatal             | Hl. Johannes der Täufer              | Pfarrkirche Zagersdorf                    |      |

## Dekanat Rust
Mit 1. Jänner 2016 wurde die Pfarre Antau dem Dekanat Mattersburg ausgegliedert und in das Dekanat Rust eingegliedert. Das Dekanat umfasste damit 15 Pfarren. 
Dechanten
- –2020 Željko Odobašić, Pfarrer in Trausdorf an der Wulka und Oslip[2]